# Грејтер Гејлсбург (Мичиген)
Грејтер Гејлсбург (енгл. Greater Galesburg) град је у америчкој савезној држави Мичиген.

## Демографија
По попису из 2000. године број становника је 1.631.
| Група             | 2000.         | 2010.    |
| Белци             | 1.565 (96,0%) | 0 (0,0%) |
| Афроамериканци    | 14 (0,9%)     | 0 (0,0%) |
| Азијати           | 6 (0,4%)      | 0 (0,0%) |
| Хиспаноамериканци | 17 (1,0%)     | 0 (0,0%) |
| Укупно            | 1.631         | 0        |